# Teșila
Teșila – wieś w Rumunii, w okręgu Prahova, w gminie Valea Doftanei. W 2011 roku liczyła 3836 mieszkańców.